# Восточноевропейское летнее время
| светло-синий   | западноевропейское время / среднее время по Гринвичу (UTC+0)                                                                        |
| синий          | западноевропейское время / среднее время по Гринвичу (UTC+0) западноевропейское летнее время / ирландское стандартное время (UTC+1) |
| красный        | центральноевропейское время (UTC+1) центральноевропейское летнее время (UTC+2)                                                      |
| жёлтый         | восточноевропейское время / калининградское время (UTC+2)                                                                           |
| хаки           | восточноевропейское время (UTC+2) восточноевропейское летнее время (UTC+3)                                                          |
| светло-зелёный | московское время / турецкое время (UTC+3)                                                                                           |
| светло-голубой | азербайджанское время / армянское время / грузинское время / самарское время (UTC+4)                                                |

| чёрный  | UTC-1: Время Кабо-Верде.                                                                                                  |
| зелёный | UTC: Западноевропейское время · Среднее время по Гринвичу.                                                                |
| синий   | UTC+1: Центральноевропейское время · Западноафриканское время · Западноевропейское летнее время.                          |
| красный | UTC+2: Восточноевропейское время · Центральноафриканское время · Западноафриканское летнее время · Южноафриканское время. |
| жёлтый  | UTC+3: Восточноевропейское летнее время · Восточноафриканское время.                                                      |
| серый   | UTC+4: Маврикийское время · Сейшельское время.                                                                            |

Восточноевропе́йское ле́тнее вре́мя (EEST, англ. East European Summer Time) — одно из названий 3-го часового пояса (UTC+3). Восточноевропейское летнее время на три часа опережает всемирное координированное время (UTC). Оно используется в качестве летнего времени (перевод стрелок на час вперёд) в некоторых странах Европы и Азии.

## Страны и территории
Следующие страны и территории используют восточноевропейское летнее время:
- Болгария
- Греция
- Израиль
- Иордания
- Кипр
- Латвия
- Ливан
- Литва
- Молдова
- Государство Палестина
- ПМР[1][2]
- Румыния
- Северный Кипр
- Украина
- Финляндия, в том числе и  Аландские острова
- Эстония

Во всех вышеперечисленных странах, кроме Израиля, время UTC+3 используется в период с 1:00 UTC последнего воскресенья марта и до 1:00 UTC (что отвечает 4 часам UTC+3) последнего воскресенья октября. 
В Израиле летнее время действует с 2:00 ночи с четверга на пятницу, предстоящую последнему воскресенью марта до 2:00 ночи с субботы на последнее воскресенье октября. Таким образом летнее время в Израиле по дням начинается на два дня раньше, чем в странах Восточной Европы, и заканчивается в точно ту же ночь, что и в странах Восточной Европы, но на 2 часа раньше, чем в этих странах.
До 2010 года и с 2014 по 2015 восточноевропейское летнее время действовало также в Египте. Однако на данный момент его снова отменили.
С 2016 года в Турции сохраняется летнее время круглый год, до этого в Турции соблюдалось летнее и зимнее восточноевропейское время в течение длительного периода.